# Kourabies
Le kourabies, au pluriel kourabiedes (en grec : κουραμπιές, κουραμπιέδες) est une pâtisserie grecque. C'est un biscuit sablé à base de beurre, avec ou sans morceaux d'amandes et saupoudré de sucre glace qu'on sert traditionnellement au jour de l'An.